# أنيت فينكلر
أنيت فينكلر (بالألمانية: Annette Winkler)‏ هي سيدة أعمال ألمانية، ولدت في 27 سبتمبر 1959 في فيسبادن في ألمانيا.

## روابط خارجية
- أنيت فينكلر على موقع مونزينجر (الألمانية)